# James Tyler Kent

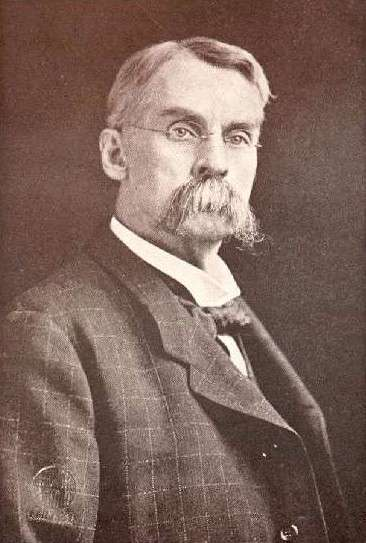
James Tyler Kent

James Tyler Kent (Woodhull (New York), 1849 - Stevensville (Montana), 1916) was een Amerikaanse arts en een belangrijke grondlegger van de homeopathische behandelwijze.
Kents werk borduurde voort op het werk van Samuel Hahnemann. Hij beproefde vele nieuwe homeopathische middelen die Hahnemann nog niet uitgeprobeerd had. Daarbij was Kent pionier in het gebruik van hoge potenties. Zijn belangrijkste werk is het repertorium van Kent (gepubliceerd in 1897). Bijna de hele hedendaagse homeopathische praktijk is gebaseerd op dit werk.
Kent was bekend om zijn ontkenning van de conventionele theorie van infectieziekten. Hij ontkende dat bacteriën een ziekte konden veroorzaken. Enkele citaten:
'The microbe is not the cause of disease. We should not be carried away by these idle Allopathic dreams and vain imaginations but should correct the Vital Force' (Kent, 1926)
'The Bacterium is an innocent feller, and if he carries disease he carries the Simple Substance which causes disease, just as an elephant would.' (Kent, 1926)
Kent ging uit van een spirituele benadering van ziekte en was van mening dat geneeskunde en theologie niet gescheiden moesten worden:
'You cannot divorce medicine and theology. Man exists all the way down from his innermost spiritual, to his outermost natural.' (Kent, 1926)
In de Verenigde Staten werd de homeopathie daardoor geassocieerd met het Swedenborgianisme, een christelijke mystieke sekte van Emanuel Swedenborg, de grondlegger van de New Jerusalem Church. Alle prominente Amerikaanse homeopaten in de negentiende eeuw, van Hering tot Kent, waren leden van de New Jerusalem Church.
Deze betrokkenheid van de christelijke gemeenschap bij de homeopathie is ook waar te nemen in Rusland, waar de homeopathie veel aanhang kende in de Russisch-Orthodoxe Kerk. In Engeland werd in 1903 'Missionary School of Medicine' gestart. Deze school werd geassocieerd met de Faculteit van Homeopathie in Londen, begin 1900.